# Eodendrus eous
Eodendrus eous är en stekelart som först beskrevs av Sergey A. Belokobylskij 1988.  Eodendrus eous ingår i släktet Eodendrus och familjen bracksteklar. Inga underarter finns listade i Catalogue of Life.